# Klebsiella oxytoca
 (avril 2018).
Si vous disposez d'ouvrages ou d'articles de référence ou si vous connaissez des sites web de qualité traitant du thème abordé ici, merci de compléter l'article en donnant les références utiles à sa vérifiabilité et en les liant à la section « Notes et références ».
Espèce
Klebsiella oxytoca est une bactérie gram négatif aéro-anaérobie. Elle appartient au genre Klebsiella et présente des caractères phénotypiques proches de K. pneumoniae.
K. oxytoca a été décrit pour la première fois en 1886 lorsqu'il a été isolé du lait aigre et nommé Bacillus oxytocus perniciosus (du grec oxus « aigre » + -tokos « produisant »).

## Caractères phénotypiques
K. oxytoca a des caractères phénotypiques très proches de K. pneumoniae hormis la production d'indole. Elle est VP +, Citrate de Simmons +, Uréase +, produit des gaz, H2S -, DNAse -, PDA -, RM -.
C'est un diazotrophe, capable de coloniser les plantes hôtes et de fixer le diazote atmosphérique sous une forme que la plante peut utiliser. L'association de K. oxytoca avec la rhizosphère de l'orge pendant toute une période végétative a été démontrée. Les bactéries adhèrent fortement aux poils absorbants et moins fortement à la surface de la zone d'élongation et au mucilage de la coiffe racinaire.

## Infections
Elle peut provoquer des infections opportunistes comme la colite et la septicémie.

## Résistance aux antibiotiques
Certains clones de Klebsiella oxytoca produisent des β-lactamases à spectre étendu ainsi que carbapénèmases.
Des épidémies de Klebsiella oxytoca résistantes aux antibiotiques se sont produites dans plusieurs hôpitaux et unités de soins intensifs à travers le monde, et les stations de lavage des mains ont été identifiées comme un réservoir environnemental potentiellement important.

## Utilisation industrielle
Klebsiella oxytoca s'est révélé prometteuse dans la production industrielle de carburant à l'éthanol et est référencée comme étant utilisé pour produire de l'hydrogène dans les brevets déposés par Nanologix, Inc..

## Écologie
Les mouches domestiques (Musca domestica) ont une relation mutualiste avec la bactérie K. oxytoca. Cette bactérie peut vivre à la surface des œufs de mouche domestique et a un effet dissuasif sur les champignons qui poussent dans le fumier, profitant ainsi aux larves de mouches qui sont en compétition avec les champignons pour les nutriments.